# Jack Ary
Pour les articles homonymes, voir Ary.
Ne pas confondre avec Henri Beaugé-Bérubé.
Jacques Ary ou Jack Ary, nom de scène d’Henri Beauger, est un comédien français, né le 23 novembre 1919 à Saint-Sulpice-Laurière (Haute-Vienne) et mort le 23 septembre 1974 dans le 14e arrondissement de Paris.

## Biographie
À la fin des années 1940, il travaille dans les cabarets et au théâtre, en particulier avec l'équipe des Branquignols, avant de devenir une figure récurrente du cinéma français dans les années 1950. Il joue à plusieurs reprises sous la direction de Jean Boyer, Pierre Foucaud, André Hunebelle et Jean Bastia. 
Au cours de sa carrière, il partage plusieurs scènes avec Fernandel et Louis de Funès, notamment dans Sénéchal le magnifique de Jean Boyer (1957) et Le Corniaud de Gérard Oury (1964).
Il est notamment le coscénariste du film de Jean Bastia Dynamite Jack avec Fernandel en 1960.
Contrairement à une idée reçue, il n'a jamais été musicien, ni interprète, ni compositeur. L’interprète du cha-cha-cha Les Tomates ainsi que du Cha Cha Cha des petites secrétaires que l'on peut entendre dans le film Populaire est un homonyme.
Le 25 janvier 1941 à Limoges, il épouse Germaine Andrée Meillat (1923-2015).
Il est inhumé au cimetière de Saint-Sulpice-Laurière (Haute-Vienne).

## Filmographie
- 1949 : La Patronne de Robert Dhéry
- 1951 : Pas de vacances pour Monsieur le Maire de Maurice Labro - Adolphe
- 1951 : Monsieur Leguignon lampiste de Maurice Labro - Un habitant du quartier
- 1952 : Le Duel à travers les âges (court-métrage) de Pierre Foucaud
- 1952 : Le Trou normand de Jean Boyer -  Bricourt, un journaliste
- 1952 : Allô... je t'aime de André Berthomieu
- 1952 : Au diable la vertu de Jean Laviron - Le gendarme de garde
- 1952 : La Danseuse nue de Pierre Louis
- 1952 : La Putain respectueuse de Charles Brabant et Marcello Pagliero - Un routier
- 1952 : Le Témoin de minuit de Dimitri Kirsanoff
- 1953 : Une vie de garçon de Jean Boyer - Le garçon de café
- 1953 : L'Ennemi public numéro un d'Henri Verneuil
- 1953 : La Môme vert-de-gris de Bernard Borderie - Un homme de Saltiera
- 1953 : Le Dernier Robin des Bois d'André Berthomieu
- 1954 : Votre dévoué Blake de Jean Laviron - L'inspecteur Bréval
- 1954 : Les femmes s'en balancent de Bernard Borderie - Le serveur de "La Casa Antica"
- 1954 : Cadet Rousselle de André Hunebelle
- 1954 : C'est... la vie parisienne d'Alfred Rode - Un agent
- 1954 : Série noire de Pierre Foucaud - Un inspecteur
- 1955 : Mémoires d'un flic de Pierre Foucaud - L'inspecteur Léon
- 1955 : La Madelon de Jean Boyer - Un blessé
- 1955 : Rencontre à Paris de Georges Lampin - Un gendarme
- 1955 : Les deux font la paire d'André Berthomieu
- 1955 : L'Impossible Monsieur Pipelet de André Hunebelle - Un pompier
- 1955 : Les Nuits de Montmartre de Pierre Franchi - Un danseur
- 1955 : Des gens sans importance d'Henri Verneuil - Un routier
- 1955 : Je suis un sentimental de John Berry - Le barman
- 1956 : La Joyeuse Prison d'André Berthomieu - Un gendarme
- 1956 : L'inspecteur aime la bagarre de Jean Devaivre - Un gangster
- 1956 : Courte Tête de Norbert Carbonnaux - Un inspecteur
- 1956 : Bonjour Toubib de Louis Cuny - Un garçon de café
- 1956 : Alerte au deuxième bureau de Jean Stelli
- 1956 : Mademoiselle et son gang de Jean Boyer - Le troisième truand
- 1956 : Nous autres à Champignol de Jean Bastia
- 1956 : La Roue d'André Haguet et Maurice Delbez
- 1957 : Ariane (Love in the afternoon) de Billy Wilder
- 1957 : Gigi (Gigi) de Vincente Minnelli
- 1957 : Un certain monsieur Jo de René Jolivet - Charlot, la Blessure
- 1957 : Les trois font la paire de Sacha Guitry - Un gangster
- 1957 : Le Temps des œufs durs de Norbert Carbonnaux - Le vendeur d'oreillers sur le quai de la gare
- 1957 : Sénéchal le magnifique de Jean Boyer
- 1957 : Rafles sur la ville de Pierre Chenal
- 1957 : Mademoiselle Strip-tease de Pierre Foucaud - Brutus
- 1957 : À pied, à cheval et en voiture de Maurice Delbez
- 1957 : La Bonne Tisane d'Hervé Bromberger
- 1957 : L'École des cocottes de Jacqueline Audry
- 1957 : Les Espions d'Henri-Georges Clouzot - Le serveur du wagon-restaurant
- 1957 : Incognito ou Les femmes aiment ça de Patrice Dally
- 1958 : Suivez-moi jeune homme de Guy Lefranc
- 1958 : Les motards de Jean Laviron - Un motard
- 1958 : Arrêtez le massacre d'André Hunebelle
- 1958 : Le Gendarme de Champignol de Jean Bastia
- 1958 : L'Increvable de Jean Boyer
- 1958 : La Môme aux boutons de Georges Lautner - Le photographe
- 1959 : La Valse du gorille de Bernard Borderie
- 1959 : Recours en grâce de Laslo Benedek - Georges
- 1959 : Préméditation d'André Berthomieu
- 1959 : Bouche cousue de Jean Boyer
- 1959 : La Bête à l'affût de Pierre Chenal - Un inspecteur
- 1960 : Fanny (Fanny) de Joshua Logan
- 1960 : Dynamite Jack de Jean Bastia - Il est également le coscénariste du film -
- 1963 : Jusqu'au bout du monde de François Villiers
- 1965 : Le Corniaud de Gérard Oury - Le commissaire au poste de douane
- 1966 : La mort paye en dollars de Mino Loy et Luciano Martino
- 1972 : Le permis de conduire de Jean Girault - Le mécanicien